# Епифаний Папавасилиу
Епифаний (на гръцки: Επιφάνιος) е гръцки духовник, архиепископ на Филаделфийската епархия на Йерусалимската патриаршия от 1944 до 1972 година.

## Биография
Роден е в 1885 година като Димитриос Папавасилиу (Δημήτριος Παπαβασιλείου) в леринското влашко село Писодер. Завършва Богословското училище на Светия кръст в Йерусалим. На 13 септември 1908 година се замонашва и на следния ден е хиротонисан за дякон от архиепискот Корнилий Мадабски. На 25 декември 1911 година е ръкоположен за презвитер от епископ Никандър Птолемаидски. Служи като секретар и наместник на Птолемаидската митрополия (1908 – 1915). На 8 октомври 1914 година получава офикията архимандрит. От 1922 до 1944 година е главен секретар на Светия синод на Йерусалимската патриаршия.
На 13 август 1944 година в катедралата „Възкресение Христово“ е ръкоположен за филаделфийски архиепископ. Ръкополагането е извършено от патриарх Тимотей Йерусалимски в съслужение с архиепископите Василий Ашкелонски и Висарион Таворски.
Умира на 2 май 1972 година.